# ألبرت برات
ألبرت برات (16 أبريل 1893 في نيوزيلندا - 19 يوليو 1916 في فرنسا) (بالإنجليزية: Albert Pratt)‏ هو لاعب كريكت نيوزلندي.

## وصلات خارجية
- ألبرت برات على موقع إي آس بي آن كريك إنفو (الإنجليزية)